# Werner Eggerath
Werner Eggerath (Elberfeld, 1900. március 16. – Kelet-Berlin, 1977. június 16.) német politikus, diplomata, szerző és író. A Német Szocialista Egységpárt tagja volt, a Németország Kommunista Pártjában is pozíciója volt, mielőtt az a Németország Szociáldemokrata Pártjával egyesülve megalapította az előbbit 1946. áprilisában. 1947. májusától Türingia belügyminisztere, majd miniszterelnöke volt. Ezt a posztot egészen az állam 1952-es beszüntetéséig betöltötte. 1954 és 1957 közt romániai nagykövet volt.